# 아무크타산

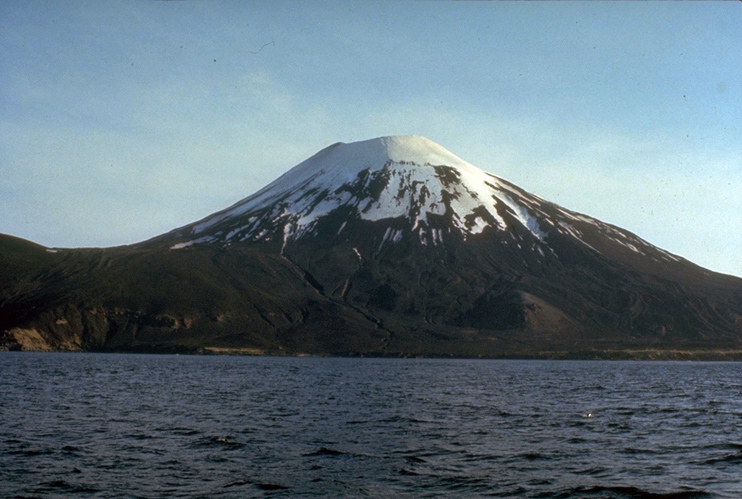
1972년 6월 사진

아무크타산(Amukta)은 미국의 알래스카주 알류샨 열도의 아무크타 섬에 있는 성층 화산으로, 활화산이다. 이 화산은 정상에 분화구가 있으며, 이는 눈이 덮혀 있다.